# Dichomeris achne
Dichomeris achne is een vlinder uit de familie van de tastermotten (Gelechiidae). De wetenschappelijke naam van de soort is voor het eerst geldig gepubliceerd in 1986 door Hodges.

## Type
- holotype: "male, 26-29.V.1964. R.W. Hodges, USNM genitalia slide no. 9422"
- instituut: USNM
- typelocatie: "USA, Florida, Highlands County, Parker Island"[3]